# Matthew Shupe

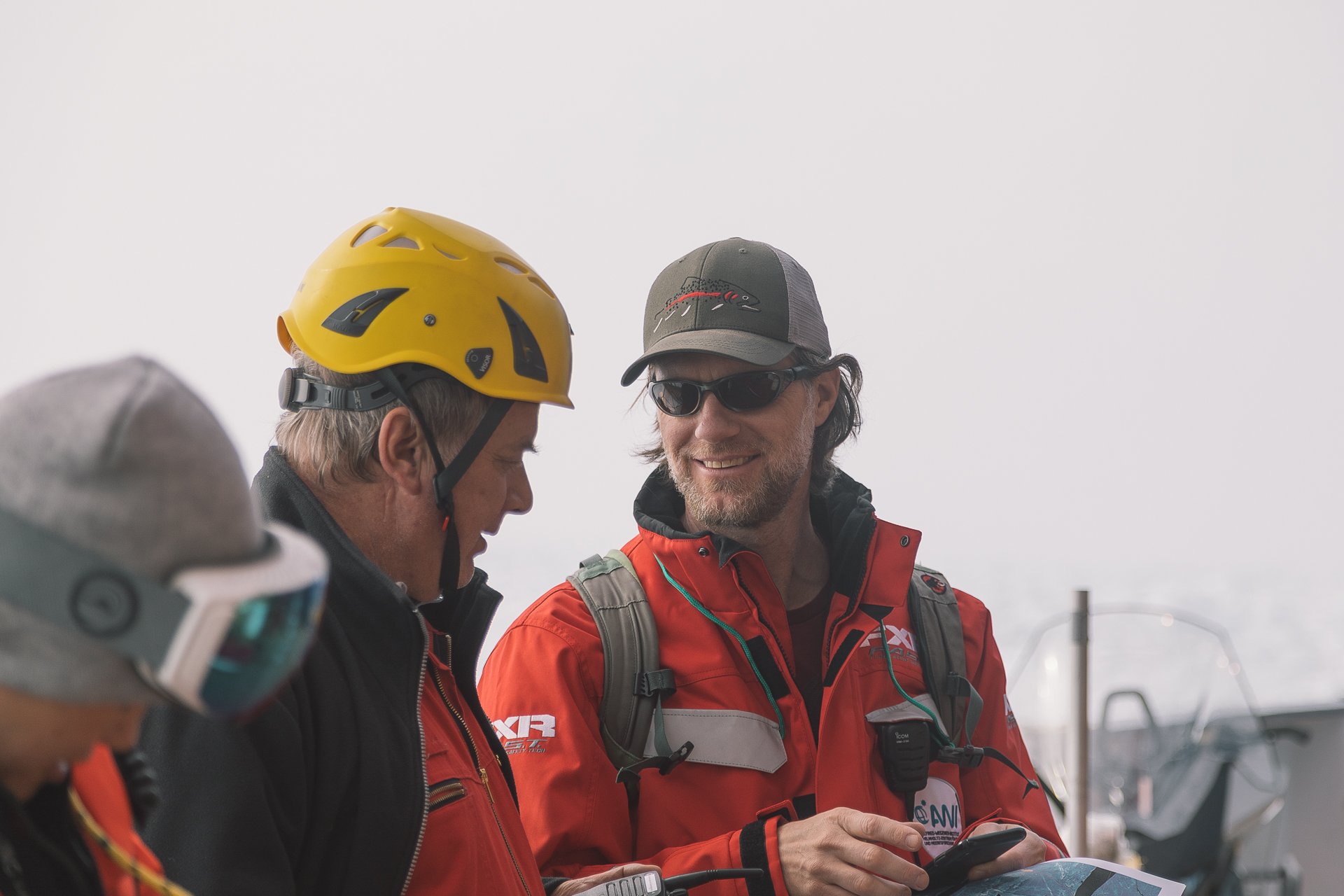
Matthew Shupe

Matthew David Shupe (* um 1975 in Washington, D.C., USA) ist ein US-amerikanischer Mathematiker, Chemiker, Meteorologe und Klimaforscher.

## Leben
Shupe wuchs in Idaho auf.
Er besuchte ein College in Colorado.
Dann studierte er Mathematik und Chemie mit Schwerpunkt auf Atmosphärenwissenschaften an der University of Puget Sound.
Dort schloss er sein Studium 1997 mit dem Bachelor für Chemie und Mathematik ab.
1996 arbeitete er als wissenschaftlicher Assistent am Pacific Northwest National Laboratory.
Von 1998 bis 2004 war er wissenschaftlicher Mitarbeiter beim Environmental Technology Laboratory der National Oceanic and Atmospheric Administration (NOAA).
Seit 2004 forscht er als wissenschaftlicher Mitarbeiter am Cooperative Institute for Research in Environmental Sciences (CIRES) der University of Colorado Boulder und am Earth System Research Laboratory (ESRL) der NOAA.
2006 machte er seinen Master auf dem Gebiet der Astrophysik und der Atmosphärenwissenschaften an der University of Colorado Boulder.
2007 promovierte er ebenda mit einer Arbeit zum Thema An intricate balance of liquid and ice: The properties, processes, and significance of Arctic stratiform mixed-phase clouds (Ein kompliziertes Gleichgewicht zwischen Flüssigkeit und Eis: Die Eigenschaften, Prozesse und Bedeutung arktischer stratiformer Mischphasenwolken).
Von 2019 bis 2020 leitete Markus Rex zusammen mit seinen beiden Co-Leadern Shupe und Klaus Dethloff die MOSAiC-Expedition.
In Schicht 1 vom  20. September 2019 bis 13. Dezember 2019 und Schicht 4 vom 8. Juni 2020 bis 9. August 2020 war Shupe selbst mit an Bord der Polarstern.
In diesen Zeitabschnitten leitete er das Team Atmosphere und war Mitglied der Teams Communications / Outreach und Data.
Shupe ist verheiratet und hat zwei Söhne.

## Forschung
Gegenstand der Forschungen von Shupe sind die mikrophysikalischen, strahlungstechnischen und dynamischen Eigenschaften der Wolken.
Er beschäftigt sich mit den Wechselwirkungen an Grenzschichten und Oberflächen.
Er bewertet die Parametrisierungen von Wolkenmodellen und klassifiziert Wolkentypen.
Er erforscht die Meteorologie und das Klima der Arktis.
Shupe hat das Ziel durch seine Forschung den Wandel des arktischen Klimasystems zu verstehen.
Dabei forscht er speziell über die Rolle, die Wolken, atmosphärische Struktur und der Energieaustausch der Oberflächen spielen.
Er beobachtet das Schmelzen des Meereises und der Gletscher.
Er sammelt an Land und im Ozean Daten über das Eis.
Dadurch entsteht ein physikalisches Verständnis, das helfen soll die Klimamodelle zu verbessern.
Shupe entdeckte, dass in der Arktis Wolken vorkommen, in denen das Wasser flüssig ist, obwohl sie viel kälter als Null Grad Celsius sind.
Sie gefrieren nicht zu Eis, weil keine Kondensationskerne da sind.
Diese kalten flüssigen Wolken beeinflussen die atmosphärische Strahlung sehr stark.
Dieser Einfluss wurde vorher in den Klimamodellen noch nicht richtig berücksichtigt.

## Forschungsprojekte und Expeditionen
In verschiedenen Funktionen nahm Shupe teil an den folgenden Projekten:
- 1997 bis 1998: Surface Heat Budget of the Arctic Ocean (SHEBA) Projekt der National Science Foundation, Beaufortsee nördlich von Alaska[3][1]
- 1999: NOAA/ETL (Environmental Technology Laboratory) Depolarisation Lidar (DABUL = Depolarization and Backscatter Unattended Lidar) in Barrow, Alaska[8]
- 2000: High Altitude Weather Characterization Experiment (Experiment zur Charakterisierung des Wetters in großer Höhe) Boston
- 2002: NASA-FIRE CRYSTAL-Florida Area Cirrus Experiment, Süd Florida
- 2004: Mixed-Phase Arctic Clouds Experiment in Barrow, Alaska
- 2005 bis 2007: SEARCH-Projekt (Study of Environmental Arctic Change, Studie über den arktischen Umweltwandel), Eureka, Kanada
- 2008: Arctic Summer Cloud Ocean Study (ASCOS), Arktischer Ozean
- seit 2009: ICECAPS, Summit Station, Grönland[9]
- 2010 bis 2011: Storm Peak Validation Experiment (StormVex), Colorado
- 2014: Arctic Clouds in Summer Experiment (ACSE, Arktische Wolken im Sommer), Arctic Ocean
- 2016: ICARUS campaign, Oliktok Point, Alaska[3]
- 2019 bis 2020: MOSAiC-Expedition[7]

## Veröffentlichungen (Auswahl)
- Matthew Shupe, Annette Rinke, Gunnar Spreen, Benjamin Rabe: Coupled-System Processes of the Central Arctic Atmosphere–Sea Ice–Ocean System: Harnessing Field Observations and Advancing Models I, AGU Fall Meeting 2020
- Matthew Shupe, Ola PG Persson: The impacts of Arctic liquid water clouds on surface and sub-surface fluxes in Northern Alaska, 2018, AGUFM
- Matthew Shupe, Nathaniel Miller, Amy Solomon, Michael Stone, Christopher James Cox: Clouds and their Impacts on the Greenland Ice Sheet, 2016, AGUFM
- Matthew Shupe: Investigations of Mixed-Phase Cloud Microphysical, Radiative, and Dynamical Processes, 2016, DOE-CUB-7005, Verlag: Univ. of Colorado, Boulder, CO (United States) online als pdf
- Matthew Shupe, Amy Solomon, Ola PG Persson: The Challenge of Clouds and Surface Energy Fluxes in the Coupled Arctic System, 2015, AGUFM
- Matthew D Shupe, David D Turner, Alexander Zwink, Mandana M Thieman, Eli J Mlawer, Timothy Shippert: Deriving Arctic cloud microphysics at Barrow, Alaska: algorithms, results, and radiative closure, 2015, Journal of Applied Meteorology and Climatology, Band 54, S. 1675–1689 online als pdf
- Matthew Shupe, OP Persson, Amy Solomon, Gijs de Boer: Arctic Cloud-Driven Mixed Layers and Surface Coupling State, 2013, AGUFM
- Matthew Shupe: Cloud-Scale Vertical Velocity and Turbulent Dissipation Rate Retrievals, 2013, Atmospheric Radiation Measurement (ARM) Archive, Oak Ridge National Laboratory (ORNL), Oak Ridge, TN (US)
- Matthew Shupe: A 15 year legacy of cloud and atmosphere observations in Barrow, Alaska, 2012, AGUFM
- Matthew D Shupe, Von P Walden, Edwin Eloranta, Taneil Uttal, James R Campbell, Sandra M Starkweather, Masataka Shiobara: Clouds at Arctic atmospheric observatories. Part I: Occurrence and macrophysical properties, 2011, Journal of Applied Meteorology and Climatology, Band 50, S. 645–661 online als pdf
- Matthew D Shupe: Clouds at Arctic atmospheric observatories. Part II: Thermodynamic phase characteristics, 2011, Journal of Applied Meteorology and Climatology, Band 50, S. 645–661 online als pdf
- Matthew D Shupe, John S Daniel, Gijs De Boer, Edwin W Eloranta, Pavlos Kollias, Charles N Long, Edward P Luke, David D Turner, Johannes Verlinde: A focus on mixed-phase clouds: The status of ground-based observational methods, 2008, Bulletin of the American Meteorological Society, Band 89, S. 1549–1562 online als pdf
- Matthew D Shupe: A ground based multisensor cloud phase classifier, 2007, Geophysical Research Letters, Band 34 online als pdf
- Matthew D Shupe, Taneil Uttal, Sergey Y Matrosov: Arctic cloud microphysics retrievals from surface-based remote sensors at SHEBA, 2005, Journal of Applied Meteorology, Band 44, S. 1544–1562 online als pdf
- Matthew D Shupe, Janet M Intrieri: Cloud radiative forcing of the Arctic surface: The influence of cloud properties, surface albedo, and solar zenith angle, 2004, Journal of Climate, Band 17, S. 616–628 online als pdf
- J. M. Intrieri, M. D. Shupe, T. Uttal, B. J. McCarty: An annual cycle of Arctic cloud characteristics observed by radar and lidar at SHEBA, Journal of Geophysical Research, 2001 online als pdf

### Veröffentlichungen zur MOSAiC-Expedition zusammen mit Klaus Dethloff und Markus Rex und anderen
- Markus Rex, Matthew Shupe, Klaus Dethloff, Anja Sommerfeld, Benjamin Rabe: The Multidisciplinary drifting Observatory for the Study of Arctic Climate (MOSAiC), 2019, Geophysical Research Abstracts, Band 21
- Matthew Shupe, Gijs de Boer, Klaus Dethloff, Elizabeth Hunke, Wieslaw Maslowski, Allison McComiskey, Ola Perrson, David Randall, Michael Tjernström, David Turner, Johannes Verlinde: The Multidisciplinary Drifting Observatory for the Study of Arctic Climate (MOSAIC) Atmosphere Science Plan, 2018, DOE Office of Science Atmospheric Radiation Measurement (ARM) Program (United States) online als pdf
- Anja Sommerfeld, Markus Rex, Matthew Shupe, Klaus Dethloff: The Multidisciplinary drifting Observatory for the Study of Arctic Climate (MOSAiC), 2017, EGUGA
- M Nicolaus, M Rex, K Dethloff, M Shupe, A Sommerfeld: The Multidisciplinary drifting Observatory for the Study of Arctic Climate (MOSAiC), 2016, AGUFM
- Klaus Dethloff, Markus Rex, Matthew Shupe: Multidisciplinary Drifting Observatory for the Study of Arctic Climate (MOSAiC), 2016, EGUGA
- Klaus Dethloff, Michael Tjernström, Matthew Shupe, Ola Persson: Multidisciplinary drifting Observatory for the Study of Arctic Climate MOSAIC and PARMARCMIP, 2013, ePIC (electronic Publication Information Center) is the official repository for publications and presentations of Alfred Wegener Institute for Polar and Marine Research (AWI)
- Klaus Dethloff, M Tjernström, MD Shupe, O Persson: Update of the MOSAiC approach, 2013, ePIC (electronic Publication Information Center) is the official repository for publications and presentations of Alfred Wegener Institute for Polar and Marine Research (AWI)
- Ola Persson, Matthew Shupe, Klaus Dethloff, Michael Tjernström: Understanding coupled climate and weather processes over the Arctic Ocean: The need and plans for multi-disciplinary coordinated observations on a drifting observatory, 2013, Proceed. Arctic Observing Summit online als pdf
- M Shupe, OP Persson, MK Tjernstrom, K Dethloff: MOSAiC-Multidisciplinary drifting Observatory for the Study of Arctic Climate, 2012, AGUFM